# Ewa wzywa 07
Ewa wzywa 07 (zapisywane również jako Ewa wzywa 07…) – seria utworów kryminalnych (powieści milicyjnych) ukazująca się w wydawnictwie Iskry w latach 1968–1989. W ramach serii ukazało się 146 pozycji.

## Pomysł serii
Genezą serii była chęć przybliżenia pracy funkcjonariuszy Milicji Obywatelskiej czytelnikom, zapoznanie ich z kulisami służby, metodami pracy milicjantów. Na jednej z wewnętrznych narad w Komendzie Głównej MO pod koniec lat 60., stwierdzono, że praca milicji nie jest dostatecznie doceniana przez społeczeństwo. Zadecydowano wtedy, że należy podjąć takie działania, które w interesujący dla odbiorców sposób przekazywać będą pożądaną propagandową treść. Zadanie opracowania szczegółów tej strategii otrzymali pułkownik Zbigniew Gabiński, dyrektor Oddziału Kontroli, Badań i Analiz KG MO i ppłk Władysław Krupka, odpowiedzialny w KG MO za kontakty z filmowcami, literatami i dziennikarzami. W 1967 r. Gabiński i Krupka zaproponowali przełożonym wydawanie serii opowiadań kryminalnych dla dorosłych czytelników oraz serii komiksów dla dzieci i młodzieży. Po zaakceptowaniu tej decyzji, nawiązana została współpraca z wydawnictwami Iskry (seria „Ewa wzywa 07”) oraz Sport i Turystyka (seria komiksów z kapitanem Żbikiem).

## Forma i historia
Ukazywały się w jednolitej szacie graficznej: 
- niebieska okładka,
- na przedniej stronie okładki u góry znajdował się napis „Ewa wzywa 07…” oraz owalne logo z napisem „Powieść co miesiąc” i kolejnym numerem w środku; w górnej części okładki podawano także autora (imię i nazwisko wydrukowane w czarnym kolorze) oraz w drugim wierszu tytuł (zapisywany majuskułą, w białym kolorze); dolną połowę zajmowała ilustracja,
- na tylnej stronie okładki u góry biegła powtórzona dwa razy nazwa serii; środek okładki zajmował zwykle spis odcinków serii (przypominano tytuły ok. 30 poprzednich odcinków); z lewej strony znajdował się rysunek przodu radiowozu MO (warszawy w pierwszych częściach, a od połowy lat 70. Fiata 125p),
- w latach 1973–1974 okładkę uzupełniał z przodu pionowy napis „30 lat Służby Bezpieczeństwa i Milicji Obywatelskiej”, a z tyłu zamiast spisu części serii drukowane było kalendarium MO i SB.

Początkowy nakład serii wynosił 100,000, ale wkrótce wzrósł do ok. 150,000.
Zeszyty serii miały format B5, liczyły zazwycaj od 32 do 48 stron. Wydawnictwo opisywało te utwory jako „Powieść co miesiąc”. Recenzenci i krytycy pisząć o nich klasyfikują je różnorodnie, jako opowiadania ale także jako powieści. Zdarzają się także inne określenia (np. "zeszyty", "minipowieści", "krótkie powieści"). Gatunkowo, seria  jest zaliczana do powieści milicyjnych.
Nazwa serii to hasło wywoławcze dyspozytorni MO: wezwanie do zameldowania się funkcjonariusza (lub patrolu) o kryptonimie „07”. Dyspozytornia MO otrzymała kryptonim „Ewa” na cześć żony jednego z pomysłodawców serii, Zbigniewa Gabińskiego.
Zapowiedź sformułowaną przez logo – „Powieść co miesiąc” – spełniano w miarę regularnie od 1969, pierwszego pełnego roku ukazywania się serii, do 1975 roku. Częstotliwość publikacji spadła od 1976 roku. Żadna premierowa część nie trafiła do czytelników w roku 1984. Ostatnia pozycja ukazała się 1989.
| - 1968 – 2 opowiadania - 1969 – 12 opowiadań - 1970 – 11 opowiadań - 1971–1974 – po 12 opowiadań - 1975 – 10 opowiadań - 1976 – 8 opowiadań - 1977 – 4 opowiadania - 1978–1979 – po 8 opowiadań - 1980 – 5 opowiadań | - 1981 – 4 opowiadania - 1982 – 2 opowiadania - 1983 – 6 opowiadań - 1984 – nie wydano żadnego opowiadania - 1985 – 3 opowiadania - 1986 – 5 opowiadań - 1987 – 2 opowiadania - 1988 – 5 opowiadań - 1989 – 2 opowiadania |

## Odbiór i analiza
W 2019 Agnieszka Czyżak skrytykowałs serię jako "nafaszerowaną propagandą".

## Autorzy
Na potrzeby serii pisali opowiadania m.in. Janusz Głowacki, Andrzej Szczypiorski, Aleksander Ścibor-Rylski, dziennikarze Wanda Falkowska i Kazimierz Koźniewski, a głównie klasycy polskiej powieści kryminalnej (milicyjnej): Danuta Frey, Barbara Gordon, Helena Sekuła, Jerzy Edigey, Jerzy Siewierski, Zygmunt Zeydler-Zborowski.

## Spis pozycji
| LP  | Autor                                           | Tytuł                                  | Rok wydania |
| --- | ----------------------------------------------- | -------------------------------------- | ----------- |
| 1   | Barbara Nawrocka                                | Tajemnicza katarynka                   | 1968        |
| 2   | Kazimierz Koźniewski                            | Sztyletem w serce                      | 1968        |
| 3   | Jerzy Edigey                                    | Szkielet bez palców                    | 1969        |
| 4   | Jacek Wołowski                                  | Anastazja lubi reklamę                 | 1969        |
| 5   | Adrian Czobot                                   | Skok śmierci                           | 1969        |
| 6   | Zygmunt Zeydler-Zborowski                       | Złoty centaur                          | 1969        |
| 7   | Jan Bernard                                     | Telefonował morderca                   | 1969        |
| 8   | Marcin Dor                                      | Zabójstwo Thomasa Jonesa               | 1969        |
| 9   | Krzysztof Opatowski                             | To nie oryginał, Hieronimie!           | 1969        |
| 10  | Władysław Krupiński                             | Złote kółka                            | 1969        |
| 11  | Zbigniew Safjan                                 | Uwaga, komunikat specjalny             | 1969        |
| 12  | Janusz Głowacki                                 | Dzień słodkiej śmierci                 | 1969        |
| 13  | Henryk Gaworski                                 | Fotografia mówi prawdę                 | 1969        |
| 14  | Helena Turbacz                                  | Świecznik Maurów                       | 1969        |
| 15  | Artur Morena                                    | Umrzesz o północy                      | 1969        |
| 16  | Barbara Gordon                                  | Filiżanka czarnej kawy                 | 1970        |
| 17  | Stanisław Goszczurny                            | Sylwestrowa noc                        | 1970        |
| 18  | Remigiusz Szczęsnowicz                          | Zaczęło się w „Sybilli”                | 1970        |
| 19  | Adam Hauert                                     | Dlaczego pan zabił moją mamę?          | 1970        |
| 20  | Ryszard Szczerba                                | Ślad prowadzi w przeszłość             | 1970        |
| 21  | Sław Ankwicz                                    | Kto zamknął drzwi?                     | 1970        |
| 22  | Emilia Cassa-Kasicka                            | Krzyk w nocy                           | 1970        |
| 23  | Barbara Nawrocka                                | Śmierć czarnoksiężnika                 | 1970        |
| 24  | Maciej Patkowski                                | Polowanie na kozła                     | 1970        |
| 25  | Andrzej Szypulski                               | Głupi kawał                            | 1970        |
| 26  | Zygmunt Sztaba                                  | Śmierć lichwiarza                      | 1970        |
| 27  | Krzysztof Opatowski                             | Złoty podział                          | 1971        |
| 28  | Barbara Gordon                                  | Bez atu                                | 1971        |
| 29  | Andrzej Szczypiorski                            | Wyspa czterech łotrów                  | 1971        |
| 30  | Wanda Falkowska                                 | Kim jesteś?                            | 1971        |
| 31  | Aleksander Ścibor-Rylski                        | Złote koło                             | 1971        |
| 32  | Zygmunt Zeydler-Zborowski                       | Prawda rodzi nienawiść                 | 1971        |
| 33  | Zygmunt Sztaba                                  | To nie było samobójstwo                | 1971        |
| 34  | Walerian Drohiczyn                              | Feralny wtorek                         | 1971        |
| 35  | Ewa Szczypiorska                                | Prezent dla Barbary                    | 1971        |
| 36  | Aleksander Minkowski                            | Kiedy wracają umarli                   | 1971        |
| 37  | Danuta Frey-Majewska                            | Maska Śmierci                          | 1971        |
| 38  | Władysław Krupiński                             | Tajemnica gotyckiej komnaty            | 1971        |
| 39  | Jerzy Siewierski                                | Zaproszenie do podróży                 | 1972        |
| 40  | Witold Szymanderski                             | Ekspedycja                             | 1972        |
| 41  | Jerzy Gierałtowski                              | Grobowiec rodziny von Rausch           | 1972        |
| 42  | Artur Morena                                    | Arlekin                                | 1972        |
| 43  | Helena Sekuła                                   | Ślad rękawiczki                        | 1972        |
| 44  | Julita Mikulska                                 | Klamka z mosiądzu                      | 1972        |
| 45  | Maciej Z. Bordowicz                             | Toccata                                | 1972        |
| 46  | Zygmunt Zeydler-Zborowski                       | Czwartek, godzina 22                   | 1972        |
| 47  | Jerzy Janicki                                   | Amerykańska guma do żucia Pinky        | 1972        |
| 48  | Ewa Wielicka                                    | Zanim zapadnie wyrok                   | 1972        |
| 49  | Zenon Borkowski                                 | Zemsta kusi nad grobem                 | 1972        |
| 50  | Marian Butrym                                   | Umarłym wstęp wzbroniony               | 1972        |
| 51  | Zygmunt Zeydler-Zborowski                       | Dziewczyna w męskiej koszulce          | 1973        |
| 52  | Helena Sekuła                                   | Kartka z notesu                        | 1973        |
| 53  | Maciej Z. Bordowicz                             | Fikcja                                 | 1973        |
| 54  | Andrzej Zarzycki                                | Dimanche - znaczy niedziela            | 1973        |
| 55  | Jerzy Edigey                                    | Gang i dziewczyna                      | 1973        |
| 56  | Ryszard Szczerba                                | Alibi                                  | 1973        |
| 57  | Zenon Borkowski                                 | Śmierć przeszła obok                   | 1973        |
| 58  | Władysław Krupiński                             | Celny strzał                           | 1973        |
| 59  | Janusz Osęka                                    | Śmierć w żlebie Kirkora                | 1973        |
| 60  | Jerzy Łaniewski                                 | Prześwietlone zdjęcie                  | 1973        |
| 61  | Danuta Frey                                     | Pensjonat pod „Złotym Lwem”            | 1973        |
| 62  | Witold Szymanderski                             | Spokojne uzdrowisko                    | 1973        |
| 63  | Marian Butrym                                   | Horoskop                               | 1974        |
| 64  | Krystyn Ziemski                                 | Rubinowy ślad                          | 1974        |
| 65  | Kazimierz Sławiński                             | Zbrodnia rodzi zbrodnię                | 1974        |
| 66  | Tadeusz Lembowicz                               | Neseser Marii Visconti                 | 1974        |
| 67  | Helena Sekuła                                   | Siedem diabłów dziadka Osiornego       | 1974        |
| 68  | Izabela Gierszewska                             | Szatan boi się myszy                   | 1974        |
| 69  | Waldemar Kurzejewski                            | Turysta z Durbanu                      | 1974        |
| 70  | Zygmunt Zeydler-Zborowski                       | Dżem z czarnych porzeczek              | 1974        |
| 71  | Jerzy Romuald Milicz                            | Cena utraconego czasu                  | 1974        |
| 72  | Jerzy Edigey                                    | Diabeł przychodzi nocą                 | 1974        |
| 73  | Maciej Z. Bordowicz                             | Handlarze jabłek                       | 1974        |
| 74  | Maria Osiadacz                                  | Trop wiedzie w historię                | 1974        |
| 75  | Marian Łohutko                                  | Czarno na ulicy Błękitnej              | 1975        |
| 76  | Wojciech Letki                                  | Zbrodnia prawie doskonała              | 1975        |
| 77  | Andrzej K. Bogusławski                          | Sprawa, której nie było                | 1975        |
| 78  | Aleksander Mag                                  | Podwójna gra                           | 1975        |
| 79  | Zygmunt Zeydler-Zborowski                       | Kukułka bez zegara                     | 1975        |
| 80  | Marian Butrym                                   | Pajęczyna                              | 1975        |
| 81  | Fryderyka Janis                                 | Człowiek z cienia                      | 1975        |
| 82  | Władysław Krupiński                             | Jak pan przeniósł ten gryps?           | 1975        |
| 83  | Helena Sekuła                                   | Srebrna moneta                         | 1975        |
| 84  | Kazimierz Sławiński                             | Romański krzyż                         | 1975        |
| 85  | Ignacy Seweryn Kryński                          | Szwedka                                | 1976        |
| 86  | Stefan Kos                                      | Śmierć krąży o zmroku                  | 1976        |
| 87  | Andrzej Krzysztof Barcz                         | Madonna z Piaskowej Góry               | 1976        |
| 88  | Jerzy Łaniewski                                 | Rekontra                               | 1976        |
| 89  | Marian Łohutko                                  | Odwołać poszukiwania                   | 1976        |
| 90  | Zygmunt Zeydler-Zborowski                       | Dwie lewe nogi                         | 1976        |
| 91  | Jerzy Edigey                                    | Tajemnica starego kościółka            | 1976        |
| 92  | Zygmunt Zeydler-Zborowski                       | Kardynalny błąd                        | 1976        |
| 93  | Danuta Frey                                     | Ostrze noża                            | 1977        |
| 94  | Janina Martyn                                   | Rozłączył was na zawsze                | 1977        |
| 95  | Zygmunt Zeydler-Zborowski                       | Eliza nie zgadza się na rozwód         | 1977        |
| 96  | Marian Łohutko                                  | Pętla bieszczadzka                     | 1977        |
| 97  | Tadeusz Żołnierowicz                            | Pająk rozpina sieci                    | 1978        |
| 98  | Andrzej Barcz                                   | Rendez-vous w hotelu „Royal”           | 1978        |
| 99  | Ryszard Smolaga                                 | Ślad prowadzi do „Delty”               | 1978        |
| 100 | Zygmunt Zeydler-Zborowski                       | Major Downar zastawia pułapkę          | 1978        |
| 101 | Jan Koprowski                                   | Maskotka                               | 1978        |
| 102 | Jerzy Edigey                                    | As trefl                               | 1978        |
| 103 | Maciej Z. Bordowicz                             | Off side                               | 1978        |
| 104 | Aleksander Gabrusiewicz                         | Pożyczyć narzeczoną i umrzeć           | 1978        |
| 105 | Krystyn Ziemski                                 | Uśmiech fortuny                        | 1979        |
| 106 | Danuta Frey                                     | Hotel „Kormoran”                       | 1979        |
| 107 | Jadwiga Kaflińska                               | Magiczny papierek                      | 1979        |
| 108 | Helena Sekuła                                   | Ośmiu gwardzistów w czarnych bermycach | 1979        |
| 109 | Marek Rymuszko                                  | Sprawa osobista                        | 1979        |
| 110 | Tadeusz Żołnierowicz                            | Cios za ciosem                         | 1979        |
| 111 | Tadeusz Kwiatkowski                             | Turysta                                | 1979        |
| 112 | Jan Jerzy Koprowski                             | Śmierć w samolocie                     | 1979        |
| 113 | Jerzy Romuald Milicz                            | Wizyta u zmarłej                       | 1980        |
| 114 | Barbara Gordon                                  | Dolina nocy                            | 1980        |
| 115 | Tadeusz Lembowicz                               | Śmierć pod Obidową                     | 1980        |
| 116 | Zygmunt Zeydler-Zborowski                       | Śmierć grabarza                        | 1980        |
| 117 | Tadeusz Żołnierowicz                            | Od zmroku do zmroku                    | 1980        |
| 118 | Kazimierz Tkacz                                 | Nikt nie żałował ofiary                | 1981        |
| 119 | Aleksander Gabrusiewicz                         | Kwadratura trójkąta                    | 1981        |
| 120 | Maciej Z. Bordowicz                             | Jeździec na ogniu                      | 1981        |
| 121 | Stanisław Heleński                              | Anonim                                 | 1981        |
| 122 | Jerzy Edigey                                    | Siedem papierosów „Maracho”            | 1982        |
| 123 | Andrzej Dziurawiec                              | Debiut                                 | 1982        |
| 124 | Marianna Szymusiak                              | Milionerka                             | 1983        |
| 125 | Jerzy Siewierski                                | Opowieść o duchach i gorejącym sercu   | 1983        |
| 126 | Andrzej Dziurawiec                              | Inny czas                              | 1983        |
| 127 | Zofia Kaczorowska                               | Szmaragd dla Agaty                     | 1983        |
| 128 | Barbara Gordon                                  | Błąd porucznika Kwaśniaka              | 1983        |
| 129 | Albert Wojt                                     | Pan dyrektor jest zajęty               | 1983        |
| 130 | Wojciech Wiktorowski                            | Na skraju niżu                         | 1985        |
| 131 | Danuta Frey                                     | Fiat z placu Teatralnego               | 1985        |
| 132 | Zygmunt Janet                                   | Dzień szósty                           | 1985        |
| 133 | Jerzy Kulczyński                                | Labirynt                               | 1986        |
| 134 | Andrzej Kakiet                                  | Silniejszy niż śmierć                  | 1986        |
| 135 | Zofia Kaczorowska                               | Podróż w żałobie                       | 1986        |
| 136 | Albert Wojt                                     | Wyrok                                  | 1986        |
| 137 | Wojciech Wiktorowski                            | Akcja mleczna                          | 1986        |
| 138 | Danuta Frey                                     | Dama ze strusim piórem                 | 1987        |
| 139 | Wojciech Piotr Kwiatek                          | Za żadne pieniądze                     | 1987        |
| 140 | Zofia Krajewska-Szukalska i Zygmunt Bohdanowicz | Bezpieczny świadek                     | 1988        |
| 141 | Andrzej Strzelczyk                              | Skok                                   | 1988        |
| 142 | Anatol Ulman                                    | Polujący z brzytwą                     | 1988        |
| 143 | Danuta Frey                                     | Zabawa w chowanego                     | 1988        |
| 144 | Helena Sekuła                                   | Noc bliskiego księżyca                 | 1988        |
| 145 | Marianna Szymusiak                              | Zemsta                                 | 1989        |
| 146 | Danuta Frey                                     | Dom, w którym straszy                  | 1989        |

## Ekranizacje
Niektóre opowiadania zostały zekranizowane: 
- Złote Koło jako film pod tym samym tytułem (1971)[13],
- Wyspa Czterech Łotrów jako film Skarb trzech łotrów (1972)[14],
- odcinki serialu telewizyjnego 07 zgłoś się[15]:
  - Kartka z notesu – odcinek Wisior,
  - Alibi – odcinek Dziwny wypadek,
  - Baba Jaga gubi trop – odcinek 300 tysięcy w nowych banknotach,
  - Dlaczego pan zabił moją mamę? – odcinek Dlaczego pan zabił moją mamę?,
  - Grobowiec rodziny von Rausch – odcinek Grobowiec rodziny von Rausch,
  - Wagon pocztowy GM 38552 – odcinek Wagon pocztowy,
  - Skok śmierci – odcinek Skok śmierci,
  - Ślad rękawiczki – odcinek Ślad rękawiczki,
- Amerykańska guma do żucia Pinky jako spektakl Teatru Sensacji "Kobra" pod tym samym tytułem (1972)[16]